# Tärsörarna
Tärsörarna är öar i Åland (Finland). De ligger i Skärgårdshavet och i kommunen Vårdö i landskapet Åland, i den sydvästra delen av landet. Öarna ligger omkring 36 kilometer nordöst om Mariehamn och omkring 260 kilometer väster om Helsingfors.
Arean för den av öarna koordinaterna pekar på är 5,1 hektar och dess största längd är 370 meter i sydväst-nordöstlig riktning.